# روضة الناظر وجنة المناظر
روضة الناظر وجنة المناظر هو كتاب في أصول الفقه علي المذهب الحنبلي، ألفه الحافظ ابن قدامة الحنبلي (541-620 هـ)، يتحدث المؤلف في كتابه عن أصول الفقه، فيذكر أصول الفقه والاختلاف فيه ودليل كل قول على المختار.

## أبواب الكتاب
وقد احتوى الكتاب على ثمانية أبواب:
1. حقيقة الحكم وأقسامه.
2. تفصيل الأصول وهي الكتاب والسنة والإجماع والاستصحاب .
3. بيان الأصول المختلف فيها.
4. تقاسيم الكلام والأسماء.
5. الأمر والنهي والعموم والاستثناء طاعة وما يقتبس من الألفاظ من إشارتها وإيمائها.
6. القياس الذي هو فرع للأصول.
7. حكم المجتهد الذي يستثمر الحكم من هذه الأدلة والمقلد.
8. ترجيحات الأدلة المتعارضات.

## اقتباس
قال الحافظ ابن قدامة في مقدمة كتابه:
| روضة الناظر وجنة المناظر | فهذا كتاب نذكر فيه أصول الفقه والاختلاف فيه ودليل كل قول على المختار ونبين من ذلك ما نرتضيه ونجيب من خالفنا فيه بدأنا بمقدمة لطيفة في أوله ثم أتبعناها ثمانية أبواب، الأول في حقيقة الحكم وأقسامه ,الثاني في تفصيل الأصول وهي الكتاب والسنة والإجماع والاستصحاب ,الثالث في بيان الأصول المختلف فيها، الرابع في تقاسيم الكلام والأسماء، الخامس في الأمر والنهي والعموم والاستثناء طاعة وما يقتبس من الألفاظ من إشارتها وإيمائها، السادس في القياس الذي هو فرع للأصول، السابع في حكم المجتهد الذي يستثمر الحكم من هذه الأدلة والمقلد، الثامن في ترجيحات الأدلة المتعارضات | روضة الناظر وجنة المناظر |

## شروح الكتاب ومختصراته
- البلبل في أصول الفقه، لنجم الدين الطوفي سليمان بن عبد القوي (ت 716 هـ)، اختصر فيه كتاب روضة الناظر، طُبع بمطبعة النور بالرياض عام 1383هـ.
- نزهة الخاطر العاطر شرح روضة الناظر، لابن بدران (ت 1346هـ/ 1920م).[4]
- كشف السَّاتر شرح غَوامض روضة الناظر، تأليف الدكتور محمد صدقي البورنو، في مجلَّدين، مؤسسة الرسالة ببيروت، 1434هـ/ 2013م.[5]
- تشجير روضة الناظر لابن قدامة، تأليف عماد علي جمعة.[6]
- فتح الولي الناصر شرح روضة الناظر، تأليف الدكتور علي الضويحي.

## وصلات خارجية
- روضة الناظر وجنة المناظر [ كتاب صوتي ]